# Świątynia Zgody w Rzymie
Świątynia Zgody lub Świątynia Konkordii (łac. Aedes Concordiae) – została postawiona przez Marka Furiusza Kamillusa w 367 p.n.e. na zachodnim boku Forum Romanum. Budowla miała upamiętniać porozumienie zawarte pomiędzy rzymskimi patrycjuszamii a plebejuszami. Przebudowywana w latach 121 p.n.e. przez Lucjusza Opimiusa oraz 7 p.n.e.–10 n.e. za rządów Augusta przez Tyberiusza (odtąd jako Aedes Concordiae Augustae).
 Tu najczęściej zbierał się senat aż do końca republiki rzymskiej.
Wejście pierwotnie znajdowało się na krótszym boku, natomiast po przebudowie Tyberiusza – na dłuższym boku. Wewnątrz celli pod ścianami usytuowane były kolumny z białego marmuru oraz nisze na posągi. Kapitele kolumn jońskie, potem (od czasów Augusta) korynckie. W świątyni znajdował się szereg dzieł sztuki greckiej, w większości z okresu po Lizypie.